# اوشیما ۵۵۹۲
سیارک ۵۵۹۲ (به انگلیسی: 5592 Oshima، نامگذاری:1990VB4) پنج هزار و پانصد و نود و دومین سیارک کشف شده‌است که در ۱۴ نوامبر ۱۹۹۰ کشف شد.
قدر مطلق سیارک برابر ۱۱٫۵۰ است.